# Сошанское
Соша́нское (укр. Сошанське) — село на Украине, находится в Казатинском районе Винницкой области.
Код КОАТУУ — 0521482412. Население по переписи 2001 года составляет 581 человек. Почтовый индекс — 22171. Телефонный код — 4342.
Занимает площадь 1,787 км².
В селе действует храм Святителя Николая Чудотворца Казатинского благочиния Винницкой епархии Украинской православной церкви.

## Адрес местного совета
22155, Винницкая область, Казатинский р-н, с.Зозулинцы, ул.Ленина, 38